# Alois Kothgasser
Alois Kothgasser (Sankt Stefan im Rosental, 29 maggio 1937 – Salisburgo, 22 febbraio 2024) è stato un arcivescovo cattolico austriaco.

## Biografia
Alois Kothgasser nacque a Sankt Stefan im Rosental il 29 maggio 1937. Anche suo fratello Michael è salesiano.

### Formazione e ministero sacerdotale
Dopo essersi diplomato alla scuola superiore "Don Bosco" di Unterwaltersdorf, nel 1955 entrò nella Società Salesiana di San Giovanni Bosco. Dopo tre anni di servizio come educatore a Unterwaltersdorf e Klagenfurt, iniziò a studiare teologia presso il Pontificio Ateneo Salesiano del quartiere Crocetta di Torino.
Il 9 febbraio 1964 fu ordinato presbitero nella basilica del santuario di Maria Ausiliatrice a Torino da monsignor Giuseppe Cognata. Nel 1968 conseguì il dottorato in teologia presso la sede di Roma del Pontificio Ateneo Salesiano con una tesi intitolata "Lo sviluppo dei dogmi e la funzione dello Spirito Paraclito secondo le dichiarazioni del Concilio Vaticano II". Dal 1969 al 1977 fu professore di teologia dogmatica (focalizzata sull'antropologia teologica) presso l'Università Pontificia Salesiana a Roma. Dal 1978 al 1982 fu professore associato presso il medesimo ateneo. Prestò anche servizio anche come direttore dell'Istituto di Spiritualità Salesiana. Negli anni '70 fu più volte professore invitato di teologia dogmatica presso l'Alta Scuola Filosofico-Teologica dei Salesiani di Benediktbeuern e per due semestri anche all'Università Salesiana di Betlemme a Cremisan. Dal 1982 al 1997 fu professore di teologia dogmatica all'Alta Scuola Filosofico-Teologica dei Salesiani di Benediktbeuern. Dal 1982 al 1988 e dal 1994 al 1997 fu anche rettore di questo ateneo.

### Ministero episcopale
Il 10 ottobre 1997 papa Giovanni Paolo II lo nominò vescovo di Innsbruck. Ricevette l'ordinazione episcopale il 23 novembre successivo nella cattedrale di San Giacomo a Innsbruck dal vescovo emerito di Innsbruck Reinhold Stecher, co-consacranti il vescovo di Graz-Seckau Johann Weber e quello di Bolzano-Bressanone Wilhelm Egger.
Nel 2001 il cardinale Carlo Furno, gran maestro dell'Ordine equestre del Santo Sepolcro di Gerusalemme, lo nominò commendatore con placca. Ricevette l'investitura il 30 luglio dello stesso anno nella basilica dell'Assunta di Maria Plain da Maximilian Fürnsinn, gran priore della luogotenenza d'Austria.
Dallo stesso anno fu membro onorario di K.Ö.St.V. Teutonia-Innsbruck dell'associazione delle confraternite studentesche delle scuole medie e membro onorario delle tre associazioni ÖCV di Salisburgo: Rheno-Juvavia, Rupertina e Lodronia.
Partecipò alla X assemblea generale ordinaria del Sinodo dei vescovi che ebbe luogo nella Città del Vaticano dal 30 settembre al 6 novembre 2001 sul tema "Il Vescovo: Servitore del Vangelo di Gesù Cristo per la speranza del mondo".
Dal 2002 fece parte del "gruppo di San Gallo", un gruppo informale di chierici di alto rango e riformisti che si incontravano ogni anno a gennaio vicino a San Gallo, in Svizzera, per scambiarsi liberamente idee sulle questioni ecclesiastiche.
Il 23 novembre 2002 il capitolo dei canonici della cattedrale di Salisburgo lo selezionò come nuovo arcivescovo metropolita di Salisburgo. Il 27 dello stesso mese papa Giovanni Paolo II lo nominò ufficialmente. Prese possesso dell'arcidiocesi il 19 gennaio successivo. Come ordinario di questa sede deteneva anche i titoli di primate di Germania e legatus natus a Salisburgo.
Monsignor Kothgasser dedicò la sua lettera pastorale quaresimale del 2005 al tema della protezione della vita. Chiese ai fedeli l'opposizione a quelle leggi che legittimano l'aborto o l'eutanasia. Affermò che sebbene la Chiesa abbia fin dall'inizio obbedito alle autorità statali riconosciute, allo stesso tempo chiede che si debba obbedire a Dio piuttosto che al popolo.
In memoria del cardinale Franz König, nel 2005 istituì un premio artistico da assegnarsi ogni due anni all'artista salisburghese più meritevole.
Nel 2008 il cardinale John Patrick Foley, gran maestro dell'Ordine equestre del Santo Sepolcro di Gerusalemme, lo nominò gran priore della luogotenenza austriaca. Nel 2017 gli succedette Raimund Schreier, O.Praem., abate di Wilten. Monsignor Kothgasser conservò il titolo di gran priore onorario.
In una dichiarazione del 2009 sul processo alle streghe di Mühldorf am Inn del 1749-1750 monsignor Kothgasser dichiarò: "L'omicidio giudiziario di Maria Pauer, che venne condannata come strega nell'ultimo processo di questo tipo nell'arcidiocesi di Salisburgo, interruppe un crimine terribile, in cui la Chiesa di un tempo non era solo intrecciata a causa delle persone che agivano. Non c'è nulla da sorvolare, se non quello di confrontarsi con la disumana realtà storica e chiedere perdono a Dio e al popolo per questa atrocità".
Nel novembre del 2015 compì la visita ad limina.
Il 18 aprile 2012 venne annunciato che monsignor Kothgasser aveva presentato la sua richiesta di dimissioni per raggiunti limiti di età, chiedendo che il suo mandato non venisse prolungato. Il 4 novembre 2013 papa Francesco accettò la sua rinuncia al governo pastorale dell'arcidiocesi e lo nominò amministratore apostolico della stessa. Il 18 novembre il papa chiamò a succedergli monsignor Franz Lackner, che prese possesso dell'arcidiocesi il 7 gennaio successivo. Il 29 dicembre monsignor Kothgasser si era congedato dall'arcidiocesi con una solenne celebrazione. Vi avevano parte numerosi dignitari della Chiesa, dello Stato e della società. In seguito a questa celebrazione, il governatore del Salisburghese Wilfried Haslauer, gli conferì la gran croce d'onore dello Stato, la più alta onorificenza del land.
In seguito visse nel convento delle suore salesiane a Baumkirchen, nel Tirolo. Intorno al suo 85º compleanno, il 29 maggio 2022, annunciò che sarebbe tornato al Salisburgo. Da allora visse nel seminario arcivescovile.
In seno alla Conferenza episcopale d'Austria fu responsabile della liturgia, dei seminari, delle facoltà e dei collegi teologici e dei teologi laici. Fu membro della commissione per la fede e del comitato finanziario e rappresentante della Conferenza episcopale presso la commissione per la fede della Conferenza episcopale tedesca e ai colloqui teologici di Magonza.
Fu membro della Congregazione per il culto divino e la disciplina dei sacramenti dal 15 febbraio 1999 e della Pontificia commissione per i beni culturali della Chiesa dal 4 giugno 2002.
Nel 2018 fu insignito della croce d'argento della diocesi di Žilina.
Il 30 novembre 2023 fu ricoverato nell'ospedale di Graz per una emorragia cerebrale. Riuscì a ristabilirsi e il 9 febbraio successivo festeggiò il 60º anniversario di ordinazione presbiterale.
Morì presso il seminario di Salisburgo la sera del 22 febbraio 2024 all'età di 86 anni. Il 24 dello stesso mese monsignor Hermann Glettler celebrò una santa messa in suffragio nella cattedrale di San Giacomo a Innsbruck. Le esequie si tennero il 9 marzo alle ore 10 nella cattedrale dei Santi Ruperto e Virgilio e furono presiedute da monsignor Franz Lackner, arcivescovo metropolita di Salisburgo. Al termine del rito la salma venne tumulata nella cripta dello stesso edificio.

## Opere
- Das Problem der Dogmenentwicklung und die Lehrfunktion des Johanneischen Geist-Parakleten: Jo 14, 26 und 16, 12-13 in der Väterzeit und heute, 1968. URL consultato il 1º aprile 2024.
- Alois Kothgasser, Dogmenentwicklung und die Funktion des Geist-Parakleten nach den Aussagen des zweiten vatikanischen Konzils, Roma, 1969,  p. 112. URL consultato il 1º aprile 2024.
- Alois Kothgasser, La confessione dei peccati presso i fratelli separati, in Giovanni Pianazzi e Achille M. Triacca (a cura di), Valore e attualità del sacramento della penitenza. Convegno di aggiornamento per sacerdoti e per educatori, Roma, Facoltà teologica della Università pontificia salesiana, 1-4 novembre 1973, collana Biblioteca di scienze religiose, PAS-Verlag, 1974. URL consultato il 1º aprile 2024.
- Alois Kothgasser, L'azione reale di Dio nel tempo e la sua efficacia nell'avvenimento, in Mario Midali (a cura di), Spiritualità dell'azione, collana Biblioteca di scienze religiose, Roma, LAS, 1977. URL consultato il 1º aprile 2024.
- Alois Kothgasser, Die Regeln als spirituelle Grundlage unseres Ordenslebens, collana Lebensgestaltung aus dem Geiste des Heiligen Johannes Bosco, Colonia, Provinziale d. Dt.-sprachigen Provinzen d. Salesianer Don Boscos, 1980,  p. 54. URL consultato il 1º aprile 2024.
- Alois Kothgasser, La finestrella della Valponasca, Roma, Istituto figlie di Maria Ausiliatrice, 1981,  p. 107. URL consultato il 1º aprile 2024.
- Alois Kothgasser, Auf der Suche nach dem unterscheidend und wesentlich "Salesianischen", collana Lebensgestaltung aus dem Geiste des Heiligen Johannes Bosco, Colonia, Provinziale d. Dt.-sprachigen Provinzen d. Salesianer Don Boscos, 1982,  p. 47. URL consultato il 1º aprile 2024.
- Alois Kothgasser, Der Geist Don Boscos als Erbe und Auftrag, Monaco di Baviera, Don-Bosco-Verlag, 1982,  p. 29, ISBN 978-3769804508. URL consultato il 1º aprile 2024.
- Alois Kothgasser e Anton Bodem (a cura di), Theologie und Leben: Festgabe für Georg Söll zum 70. Geburtstag, collana Biblioteca di scienze religiose, Roma, LAS, 1983,  p. 530, ISBN 978-8821300752. URL consultato il 1º aprile 2024.
- Alois Kothgasser, Wege der katholischen Pneumatologie im 20. Jahrhundert, 1983. URL consultato il 1º aprile 2024.
- Georg Söll, Anton Bodem e Alois Kothgasser, Die Mutter Christi: beiträge zur Marienlehre, collana Benediktbeurer studien, Monaco di Baviera, don Bosco verl., 1993,  p. 201, ISBN 978-3769807615. URL consultato il 1º aprile 2024.
- Josef Knupp, Anton Bodem e Alois Kothgasser, Das Mystagogieverständnis des Johannes Chrysostomus, collana Benediktbeurer Studien, Monaco di Baviera, Don Bosco Verlag, 1995,  pp. xlv, 330, ISBN 978-3769808223. URL consultato il 1º aprile 2024.
- Alois Kothgasser, Alberto Caviglia e Giovanni Battista Lemoyne, Maria Domenica Mazzarello profezia di una vita, Roma, Istituto figlie di Maria Ausiliatrice, 1996,  p. 107. URL consultato il 1º aprile 2024.
- Alois Kothgasser, Der Lebensentwurf der Salesianer Don Boscos: Hinführung zum Verständnis der Konstitutionen der Salesianer Don Boscos / 3 Die Profeß des SDB, collana Arbeitstexte / [Institut für Salesianische Spiritualität der Salesianer Don Boscos], Benediktbeuern, Inst. für Salesianische Spiritualität der Salesianer Don Boscos, 1997,  p. 30. URL consultato il 1º aprile 2024.
- Alois Kothgasser, Die Wahrheit in Liebe tun im Glauben unterwegs, Innsbruck, Tyrolia-Verl, 1998,  p. 108, ISBN 978-3702221737. URL consultato il 1º aprile 2024.
- Alois Kothgasser, Wort zum Leben-die Bibel: Beiträge zum Jahr der Bibel, a cura di Boris Repschinski e Konrad Huber, Innsbruck, Tyrolia, 2002,  p. 192, ISBN 978-3702224196. URL consultato il 1º aprile 2024.
- Alois Kothgasser, Il Vescovo come successore nella missione del Buon Pastore, in Manlio Sodi (a cura di), "Ubi Petrus ibi Ecclesia": sui "sentieri" del Concilio Vaticano II: miscellanea offerta a S.S. Benedetto XVI in occasione del suo 80º genetliaco, collana Nuova biblioteca di scienze religiose, Roma, LAS, 2007, ISBN 978-8821306419. URL consultato il 1º aprile 2024.
- Walter Kasper, Albert Biesinger e Alois Kothgasser (a cura di), Weil Sakramente Zukunft haben: neue Wege der Initiation in Gemeinden, Ostfilden, Matthias-Grünewald, 2008,  p. 176, ISBN 978-3786727118. URL consultato il 1º aprile 2024.
- Alois Kothgasser, Einen Weg suchen: Umdenken und Maßhalten Fastenhirtenbrief 2010, Salsburgo, Erzb. Ordinariat, 2010,  p. 4. URL consultato il 1º aprile 2024.
- Alois Kothgasser e Clemens Sedmak, Donare e perdonare. L'arte di ricominciare, Padova, Edizioni Messaggero Padova, 2010,  p. 191, ISBN 978-8825025217. URL consultato il 1º aprile 2024.
- Alois Kothgasser e Christian Dostal, De domenicis et festis, Ratisbona, ConBrio, 2011,  pp. XXXVII, 538, ISBN 978-3940768155. URL consultato il 1º aprile 2024.
- Alois Kothgasser, Umkehr tut Not Umkehr zu Gott, Hinkehr zum Menschen, Rückkehr zur Schöpfung; Fastenhirtenbrief 2011, Salsburgo, Erzb. Ordinariat, 2011,  p. 4. URL consultato il 1º aprile 2024.
- Walter Kasper, Jörn Hauf, Albert Biesinger e Alois Kothgasser, Weil Taufe Zukunft gibt Wegmarken für eine Weiterentwicklung der Taufpastoral, Ostfildern, Matthias-Grünewald-Verl, 2011,  p. 268, ISBN 978-3786729037. URL consultato il 1º aprile 2024.
- Alois Kothgasser, Im Glauben leben Fastenhirtenbrief 2012, Salsburgo, Erzb. Ordinariat, 2012,  p. 32. URL consultato il 1º aprile 2024.
- Alois Kothgasser, "Glaube, der durch die Liebe wirkt" Fastenhirtenbrief 2013, Salsburgo, Erzb. Ordinariat, 2013,  p. 12. URL consultato il 1º aprile 2024.
- Alois Kothgasser e Clemens Sedmak, Quellen des Glücks von der Kunst des guten Lebens, collana Topos-Taschenbücher, Innsbruck, Verl.-Anst. Tyrolia, 2013,  p. 135, ISBN 978-3836708463. URL consultato il 1º aprile 2024.
- Alois Kothgasser e Clemens Sedmak, Jedem Abschied wohnt ein Zauber inne von der Kunst des Loslassens, collana Topos-Taschenbücher, Innsbruck, Tyrolia, 2015,  p. 151, ISBN 978-3836710220. URL consultato il 1º aprile 2024.
- Alois Kothgasser e Martin Kolozs, Mein Leben in Stationen, Innsbruck, Tyrolia-Verlag, 2020,  p. 151, ISBN 978-3702238377. URL consultato il 1º aprile 2024.

## Genealogia episcopale e successione apostolica
La genealogia episcopale è:
- Cardinale Scipione Rebiba
- Cardinale Giulio Antonio Santorio
- Cardinale Girolamo Bernerio, O.P.
- Arcivescovo Galeazzo Sanvitale
- Cardinale Ludovico Ludovisi
- Cardinale Luigi Caetani
- Cardinale Ulderico Carpegna
- Cardinale Paluzzo Paluzzi Altieri degli Albertoni
- Papa Benedetto XIII
- Papa Benedetto XIV
- Papa Clemente XIII
- Cardinale Bernardino Giraud
- Cardinale Alessandro Mattei
- Cardinale Pietro Francesco Galleffi
- Cardinale Giacomo Filippo Fransoni
- Cardinale Carlo Sacconi
- Cardinale Edward Henry Howard
- Cardinale Mariano Rampolla del Tindaro
- Cardinale Rafael Merry del Val y Zulueta
- Vescovo Josef Altenweisel
- Vescovo Franz Egger
- Arcivescovo Sigismund Waitz
- Vescovo Paulus Rusch
- Vescovo Reinhold Stecher
- Arcivescovo Alois Kothgasser, S.D.B.

La successione apostolica è:
- Vescovo Manfred Scheuer (2003)
- Vescovo Benno Elbs (2013)

## Araldica
| Stemma | Blasonatura |
| ------ | --- |
|        | Partito: al primo d'argento all'aquila di rosso rostrata d'oro uscente dalla partizione; al secondo d'oro alla croce saldata d'argento; al capo partito: al primo di rosso, all'albero d'oro con le fronde di verde; al secondo d'argento, alla rosa di rosso, bottonata d'oro; alla croce a otto punte d'oro e di nero, attraversante sul tutto. Ornamenti esteriori da vescovo. Motto: "Veritatem facientes in charitate". |
|        | Partito: al primo d'oro al leone rampante di nero, linguato e armato di rosso; al secondo di rosso alla fascia d'argento; al capo partito: al primo di rosso, all'albero d'oro con le fronde di verde; al secondo d'argento, alla rosa di rosso, bottonata d'oro. Ornamenti esteriori da arcivescovo di Salisburgo. Motto: "Veritatem facientes in charitate".                                                               |